# Inhambu-chintã
Crypturellus tataupa, popularmente conhecido como inhambu-chintã é uma ave de ampla distribuição geográfica, habitando o Nordeste, Centro-oeste, Sudeste e Sul do Brasil, bem como o Peru, Bolívia, Paraguai e Argentina. É terrícola. Ocupa um biótopo intermediário entre a floresta alta e a capoeira. É ave cinegética. Seu canto consiste numa sequência de notas rápidas e descendentes. Seu aspecto e dimensões (aproximadamente 23 centímetros) situam-se entre as do inhambu-chororó (Crypturellus parvirostris) e as do inhambuguaçu (Crypturellus obsoletus). Alimenta-se de sementes e insetos. Apresenta resistência às alterações antrópicas em seu habitat. Adapta-se bem ao cativeiro, reproduzindo-se com relativa facilidade.

## Outros nomes, grafias e etimologia
Também é conhecido como inambu-chintã, pé-roxo, bico-de-lacre, chitão, chororó, inhambuxintã, inambuxintã, nambuxintã, nhambuxintã, inamuxintã, inhambumirim , nambuzinho e lambu,
O termo Crypturellus é formado a partir de três palavras do latim ou grego: Kruptos significa "coberto" ou "escondido", oura significa "cauda" e Ellus significa "diminuto". Portanto, Crypturellus significa "pequena cauda escondida".
Já o nome popular "inhambu-chintã" procede do guarani antigo ynambûtimĩtã, que significa "inhambu do bico (ti) vermelho (mitã)", o que coincide perfeitamente com o fenótipo da espécie.

## Subespécies
Possui quatro subespécies reconhecidas:
- Crypturellus tataupa tataupa (Temminck, 1815) - ocorre do leste da Bolívia até o Paraguai, desde o centro-oeste até o sudeste e sul do Brasil e norte da Argentina.
- Crypturellus tataupa inops (Bangs & Noble, 1918) - ocorre no noroeste do Peru, no Vale do Rio Marañón;
- Crypturellus tataupa peruvianus (Cory, 1915) - ocorre na região oeste e central do Peru, no Vale de Chanchamayo na região de Junín;
- Crypturellus tataupa lepidotus (Swainson, 1837) - ocorre no nordeste do Brasil, nos estados do Maranhão, Ceará, Piauí, Pernambuco até o estado da Bahia.